# The Young Victoria
The Young Victoria (bra: A Jovem Rainha Vitória; prt: A Jovem Vitória) é um filme britânico de 2009, dirigido por Jean-Marc Vallée. Foi indicada a três Oscars no Oscar 2010, ganhando o Oscar de melhor figurino

## Sinopse
A história começa em 1837. Vitória, então com 17 anos, está no centro de uma luta pelo poder real. O seu tio, o Rei Guilherme IV, está para morrer e Vitória é a herdeira do trono. Toda a gente quer ganhar os seus favores. No entanto, Vitória é posta à parte da corte pela possessiva mãe, a Duquesa de Kent e pelo seu ambicioso conselheiro, Conroy. Vitória odeia a ambos. Um dia, o elegante primo de Vitória, Alberto, é convidado para visitá-la pela sua mãe.

## Elenco
- Emily Blunt como a rainha Vitória do Reino Unido
- Rupert Friend como o príncipe Alberto de Saxe-Coburgo-Gota
- Miranda Richardson como a princesa Vitória, Duquesa de Kent
- Mark Strong como Sir John Conroy
- Jim Broadbent como o rei Guilherme IV do Reino Unido
- Harriet Walter como a rainha Adelaide do Reino Unido
- Paul Bettany como William Lamb, 2º Visconde Melbourne
- Jesper Christensen como Cristiano Frederico, Barão Stockmar
- Thomas Kretschmann como o rei Leopoldo I da Bélgica
- Jeanette Hain como Louise Lehzen, Baronesa Lehzen
- Julian Glover como Arthur Wellesley, 1.º Duque de Wellington
- Michael Maloney como Sir Robert Peel
- Michiel Huisman como o príncipe Ernesto de Saxe-Coburgo-Gota
- Johnnie Lyne-Pirkis como o príncipe Ernesto Augusto, Duque de Cumberland e Teviotdale
- Liam Scott como o príncipe Augusto Frederico, Duque de Sussex
- Dave A. Hewitt como Henry Howard, 13º Duque de Norfolk
- Danny Dalton como o príncipe Guilherme da Prussia
- Sophie Roberts como Lady Emma Portman
- Genevieve O'Reilly como Lady Flora Rawdon-Hastings
- Rachael Stirling como Harriet Sutherland-Leveson-Gower, Duquesa de Sutherland
- Roddy Weaver como o soldado-chefe de Guilherme IV
- Beatrice de Iorque como a Dama de companhia de Vitória I